# 圖恩宮
圖恩宮（捷克語：Thunovský palác）是捷克首都布拉格的一座建築，位於布拉格小城。這裡現在是捷克眾議院的辦公地點。1992年10月15日，該建築被列入捷克國家文化紀念碑。